# Horst K. Mahler
Horst Karlheinz Mahler (* 16. April 1958 in Euerdorf) ist ein deutscher Fossiliensammler, Geologe und Paläontologe.

## Leben

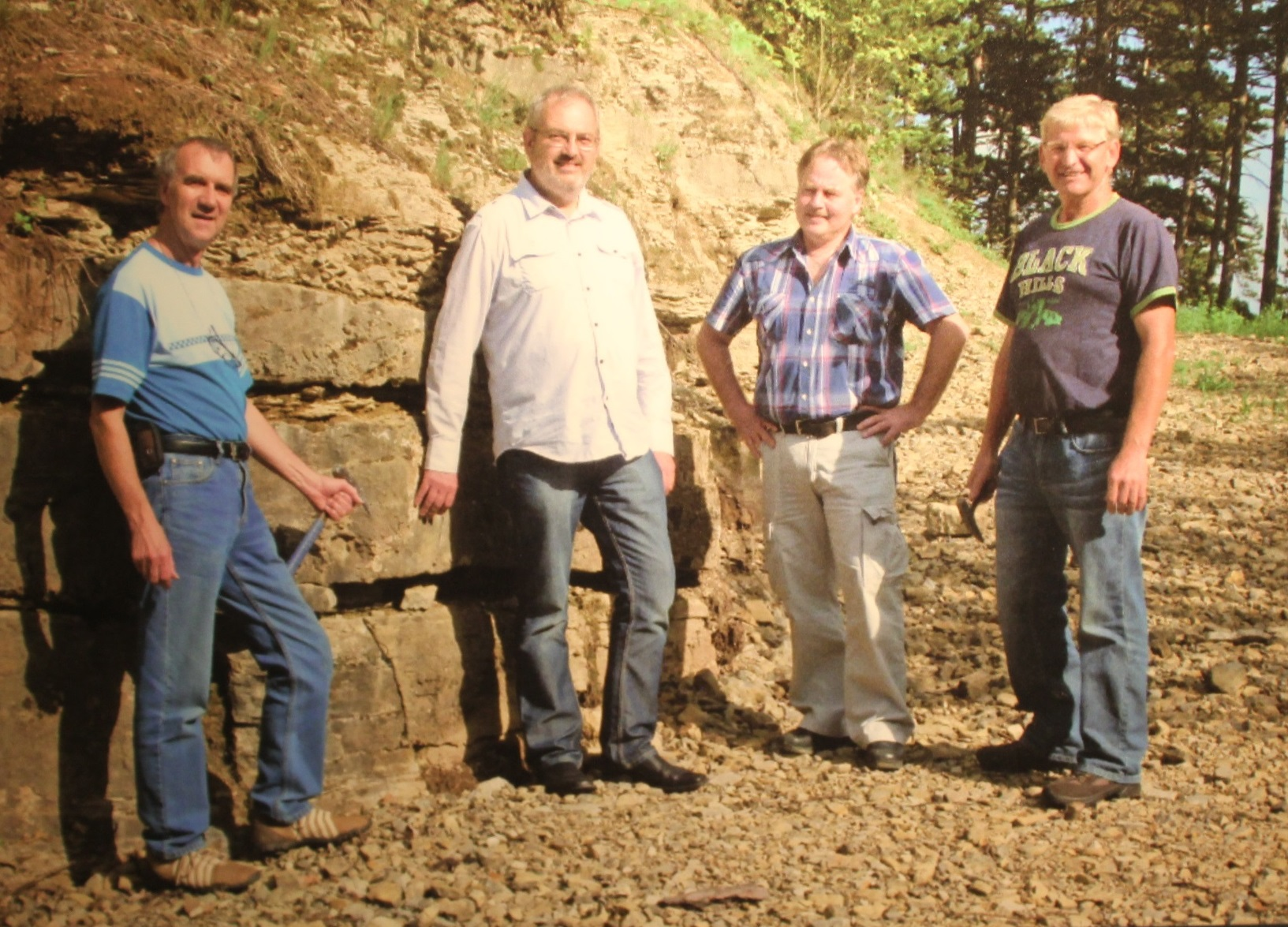
Team der Sammlung Mainfränkische Trias Euerdorf 2013 (v.l.: Michael Henz, Horst K. Mahler, Jürgen Sell und Bernd Neubig)

Horst K. Mahler, der hauptberuflich Offizier bei der Bundesmarine war und in Eitorf und Euerdorf wohnt, gehört mit den Amateur-Paläontologen Jürgen Sell, Michael Henz und Bernd Neubig zur Sammlergruppe SMTE (Sammlung Mainfränkische Trias Euerdorf), die sich auf Fossilien aus der germanischen Trias des mitteleuropäischen Beckens spezialisiert hat. Gemeinsam gründeten sie in ihrer Heimat Euerdorf, in der sie schon seit Jugendzeiten Fossilien sammeln, das 2013 mit EU-Mitteln geförderte Museum Terra Triassica als Ausstellungsort ihrer über 25.000 Fundstücke.
Zusammen mit Jürgen Sell beschrieb Mahler mit der vulgaris/costata-Bank einen Leithorizont im Oberen Buntsandstein Nordbayerns und Baden-Württembergs.
Am Höhenzug Saalrangen nordöstlich Euerdorf entdeckte die Sammlergemeinschaft in Gesteinen aus der Zeit der Trias versteinerte Fährten von Dinosaurier-Vorläufern, die heute am Fundort großflächig zu sehen sind und als mittlerweile offiziell ausgewiesenes Geotop zu den 100 schönsten Geotopen von Bayern gerechnet werden.
Nach Mahler sind folgende Fossilien benannt:
- 1993 durch Carsten Brauckmann und Thomas Schlüter: Die Insektengattung Heseneuma BRAUCKMANN & SCHLÜTER 1993[4] (nach den Anfangsbuchstaben der Mitglieder der Gruppe SMTE: Henz, Sell, Neubig, Mahler).
- 2010 durch Heinz Kozur und Lepper: Der Conchostrake Euestheria albertii mahlerselli KOZUR & LEPPER 2010[5] (nach Friedrich von Alberti, Mahler und Sell)
- 2014 durch Ralf Werneburg, Ilja Kogan und Jürgen Sell: Der Fisch Saurichthys minimahleri WERNEBURG, KOGAN & SELL 2014.[6]

Im Jahr 2021 wurde die Sammlergruppe SMTE, deren Mitglied Mahler ist, mit dem Kulturehrenbrief des Landkreises Bad Kissingen ausgezeichnet.
Neben anderen Beiträgen veröffentlichte Mahler zusammen mit dem russischen Paläoentomologen Alexander Georgijewitsch Ponomarenko über Insekten des Buntsandsteins in Unterfranken. Seine Gruppe arbeitet auch mit auf die Trias spezialisierten Paläontologen wie Léa Grauvogel-Stamm, Jörg W. Schneider, Ralf Werneburg, Gerd Geyer und Klaus-Peter Kelber sowie weiteren russischen Wissenschaftlern vom Paläontologischen Institut der Russischen Akademie der Wissenschaften wie Dmitri Jewgenjewitsch Schtscherbakow und Nina Dmitrijewna Sinitschenkowa zusammen.
Horst K. Mahler ist Mitglied der deutschen Paläontologischen Gesellschaft.

## Schriften
- mit J. Sell, M. Henz und B. Neubig: Ceratites (Discoceratites) meissnerianus aus dem mittelfränkischen Oberen Muschelkalk. Geol. Bl. NO-Bayern, 36, Taf. 7, 1986,  S. 149–156.
- mit J. Sell, M. Henz und B. Neubig: Ein Beitrag zur Stratigraphie und Fossilführung der Myophorien-Folge (Trias) im nördlichen Unterfranken. Naturwiss. Jb. Schweinfurt, 8, S. 1–22, 2 Abb., 2 Taf., Schweinfurt 1990.
- mit H. W. Kozur und J. Sell: Stratigraphic and paleobiogeographic importance of the latest Olenekian and Early Anisian conchostracans of Middle Europe. In: Spencer G. Lucas, M. Morales (Herausgeber): The nonmarine Triassic. New Mexico Museum of Natural History and Science Bulletin, 3, 1993, S. 255–259.
- mit J. Sell: Die ‚vulgaris/costata‘-Bank. (Oberer Buntsandstein, Mitteltrias) – ein lithostratigraphisch verwertbarer biostratigraphischer Leithorizont mit chronostratigraphischer Bedeutung. In: Hans Hagdorn, Adolf Seilacher (Hrsg.): Muschelkalk. Schöntaler Symposium 1991, Goldschneck, Stuttgart & Korb 1993, 3 Abb., S. 187–192.
- mit A. Bashkuev, D. Aristov, A. Ponomarenko, N. Sinitshenkova und J. Sell: Insects from the Buntsandstein of Lower Franconia and Thuringia, Palaeontologische Zeitschrift, 86, 2012, S. 175–185.
- mit J. Sell: Profile im Oberen Buntsandstein (Röt 4-Subformation) von Unterfranken und Südthüringen. In: Naturwissenschaftliches Jahrbuch Schweinfurt, 27, 2015, S. 27–93.